# Kosmos 557
O Kosmos 557 (em russo: Космос 557, significado Cosmos 557), também referenciada como DOS-3, foi uma estação espacial soviética. Foi a terceira estação espacial do Programa Salyut. Foi originalmente destinada a ser lançada com a designação Salyut-3, mas devido à sua incapacidade de alcançar a órbita em 11 de Maio de 1973, três dias antes do lançamento da estação estadunidense Skylab, foi rebatizada Kosmos-557. 
Devido a erros no sistema de controle de voo, enquanto fora da faixa de controle de solo, a estação disparou seus propulsores de atitude até que consumiu todo o seu combustível de controle de atitude e se tornou incontrolável, antes de levantar a sua órbita para a altitude desejada. Uma vez que a nave já estava em órbita e foi registrada pelo radar ocidental, os soviéticos disfarçaram o seu lançamento como Kosmos 557 e silenciosamente lhe permitiu reentrar na atmosfera da Terra e queimar-se uma semana depois. Foi revelado ter sido uma estação Salyut só muito mais tarde.